# In the Wake of Poseidon
In the Wake of Poseidon je drugi album skupine progresivnega rocka King Crimson.
Ko je bil album izdan, je skupina že naredila rahlo spremembo v svoji glasbi, ki pa je še vedno zelo podobna tisti na prvem albumu In the Court of the Crimson King.

## Pregled
Kot pri prvem albumu, se tudi na tem razpoloženje spreminja iz mirnega k zmedenemu in nejasnemu.
Album se začne s poetičnim vokalnim uvodom »Peace – A Beginning«, katerega instrumentalna izvedba se ponovi na sredini, vokalna pa na koncu albuma.
Najdaljša skladba na albumu je kaotičen »The Devil’s Triangle«, v instrumentalni izvedbi, pravzaprav preimenovana verzija »Mars: Bringer of War« Gustava Holsta z njegove suite The Planets.
King Crimson so hoteli skladbo imenovati Mars, kot so to storili na turneji leta 1969, ampak so jim kasneje zaradi neavtorstva prepovedali.
Leta 1971 je bil odlomek skladbe predvajan na BBC-jevi seriji Doctor Who.

## Seznam pesmi
| Št.             | Naslov                                                                                  | Pisec                       | Dolžina |
| --------------- | --------------------------------------------------------------------------------------- | --------------------------- | ------- |
| 1.              | „Peace – A Beginning‟                                                                   | Fripp / Sinfield            | 0:49    |
| 2.              | „Pictures of a City‟ (vključuje "42nd at Treadmill")                                    | Fripp / Sinfield            | 8:03    |
| 3.              | „Cadence and Cascade‟                                                                   | Fripp / Sinfield            | 4:27    |
| 4.              | „In the Wake of Poseidon‟ (vključuje "Libra's Theme")                                   | Fripp / Sinfield            | 7:56    |
| 5.              | „Peace – A Theme‟                                                                       | Fripp                       | 1:15    |
| 6.              | „Cat Food‟                                                                              | Fripp / Sinfield / McDonald | 4:54    |
| 7.              | „The Devil's Triangle‟ (vključuje "Merday Morn", "Hand of Sceiron" in "Garden of Worm") | Fripp / McDonald            | 11:39   |
| 8.              | „Peace –An End‟                                                                         | Fripp / Sinfield            | 1:53    |
| Skupna dolžina: | Skupna dolžina:                                                                         | Skupna dolžina:             | 40:56   |

## Zasedba
- Robert Fripp: kitara, melotron in ostale naprave
- Greg Lake: vokal
- Michael Giles: bobni
- Peter Giles: bas kitara
- Keith Tippett: klavir
- Mel Collins: saksofon in flavta
- Gordon Haskell: dodatni vokal na tretji skladbi
- Peter Sinfield: besedila